# New Brunswick, New Jersey
New Brunswick är en ort och administrativ huvudort i countyt Middlesex County i den amerikanska delstaten New Jersey. Orten ligger sydost om Newark och är en del av New Yorks storstadsregion. 
I New Brunswick och i närbelägna Piscataway ligger Rutgers Universitys största campus.

## Kända personer från New Brunswick
- Dorothy Gilman, författare
- Brian Lawton, ishockeyspelare
- Hasan Piker, politisk kommentator och twitchstreamare
- George Sebastian Silzer, politiker